# هيربرت آدم
هيربرت آدم هو عالم اجتماع كندي، ولد في 1936.